# Liechtensteinische Gesetzessammlung
Die Liechtensteinische Gesetzessammlung (LILEX) ist eine im Rahmen des E-Government der Allgemeinheit unentgeltlich und ohne Registrierung zugängliche Online-Dokumentation des gesamten Datenbestandes der Rechtsvorschriften des Fürstentums Liechtenstein.

## Umfang und Leistung
In der Gesetzesdatenbank Lilex können sämtliche Rechtsvorschriften des Fürstentums Liechtenstein kostenlos abgerufen werden. Die Datenbank erlaubt die einfache sowie die kombinierte Volltextsuche in der Systematischen (aktuell geltende, konsolidierte Erlasse) und in der Chronologischen Sammlung. Die Suche erfolgt standardmässig im Landesrecht, kann aber wahlweise auch im Staatvertragsrecht oder im gesamten Rechtsbestand durchgeführt werden. Ebenso kann die Suche auf Erlasstitel oder Abkürzungen beschränkt werden. Die Daten werden in den Datenformaten HTML und PDF zur Verfügung gestellt.
Die Datenbank wird im Hinblick auf die konsolidierten Fassungen in der Regel monatlich aktualisiert (Menüpunkt "Einfache Suche" und "Erweiterte Suche"). Im Menüpunkt "Landesgesetzblatt authentisch" wird tagesaktuell aktualisiert (soweit neue Landesgesetzblätter erschienen sind).
Seit 1. Januar 2013 kommen den in der Rechtsdatenbank Lilex veröffentlichten Rechtsvorschriften verbindliche Geltung zu (wie im österreichischen RIS).
Lilex beinhaltet keine Rechtsprechung von liechtensteinischen Gerichten oder des EFTA-Gerichtshofes. Die Judikatur liechtensteinischer Gerichte ist teilweise kostenlos auf einer eigenen Webseite abrufbar. Daneben gibt es auch kostenpflichtige Services von spezialisierten Verlagen und juristischen Zeitschriften.

## Entwicklung und Aktualisierung
Die Aufgabe der Entwicklung und Aktualisierung der Lilex-Datenbank obliegt dem Rechtsdienst der Regierung (RDR). Dieser ist eine auf Dauer eingerichtete Stabsstelle der liechtensteinischen Regierung und dem Regierungschef direkt unterstellt. 
Dem Rechtsdienst obliegt neben der Aktualisierung und Entwicklung von Lilex die Herausgabe des Landesgesetzblattes (LGBl), des Registers LR sowie der Textausgaben. Damit verbunden sind unter anderem die technischen Vorarbeiten und das Korrekturlesen der im Landesgesetzblatt zu veröffentlichenden Rechtsvorschriften.

## Aufbau der Lilex-Datenbank
Die liechtensteinische Gesetzessammlung folgt der Systematik der schweizerischen Gesetzessammlung. Folgende Zahlengruppen sind in Gebrauch, wobei Erlasse aus der Sammlung der Staatsverträge mit einer vorangestellten Ziffer «0» gekennzeichnet werden:
Landesrecht
- 1. Staat – Volk – Behörden
- 2. Privatrecht – Zivilrechtspflege – Vollstreckung
- 3. Strafrecht – Strafrechtspflege – Strafvollzug
- 4. Schule – Wissenschaft – Kultur
- 5. Landesverteidigung
- 6. Finanzen
- 7. Bauwesen – Öffentliche Werke – Energie – Verkehr
- 8. Gesundheit – Arbeit – Soziale Sicherheit
- 9. Wirtschaft

Staatsverträge
- 0.1. Internationales Recht im Allgemeinen
- 0.2. Privatrecht – Zivilrechtspflege – Vollstreckung
- 0.3. Strafrecht – Rechtshilfe
- 0.4. Schule – Wissenschaft – Kultur
- 0.5. Krieg. Neutralität
- 0.6. Finanzen
- 0.7. Öffentliche Werke – Energie – Verkehr
- 0.8. Gesundheit – Arbeit – Soziale Sicherheit
- 0.9. Wirtschaft

## Weiterentwicklung – elektronische Datenbank
Am 25. April 2012 wurde eine Revision des Kundmachungsgesetzes vom Landtag verabschiedet, und damit die Rechtsgrundlage für die rechtswirksame elektronische Kundmachung von Rechtsvorschriften im Landesgesetzblatt geschaffen (vgl. LGBl. 2012 Nr. 172). Ab dem 1. Januar 2013 ist damit allein die elektronische Kundmachung von Rechtsvorschriften im Internet rechtsverbindlich. Die Kundmachung in Papierform entfällt.
Zur Gewährleistung der Authentizität und Integrität der Rechtsvorschriften werden die entsprechenden Dateien mit einer elektronischen Signatur versehen und in einem aufwärtskompatiblen Format erstellt (vgl. dazu den Bericht und Antrag der Regierung an den Landtag zur Abänderung des Kundmachungsgesetzes BuA Nr. 2011/132). Die neue liechtensteinische Regelung orientiert sich diesbezüglich an der österreichischen Regelung (Rechtsinformationssystem des Bundes), welche international nach wie vor als vorbildlich gilt und sich in der Praxis bewährt hat.